# Age of Empires II: The African Kingdoms
Age of Empires II: The African Kingdoms, ook wel afgekort als AoAK, is na The Conquerors en The Forgotten de derde uitbreiding op Age of Empires II: The Age of Kings. De uitbreiding, ontwikkeld door Skybox Labs en Forgotten Empires, is exclusief te spelen via de HD-versie van Age of Empires II, die eerder werd uitgebracht op Steam. Het spel dat uitgebracht werd op 5 november 2015, speelt zich af in middeleeuws Afrika.

## Toevoegingen en veranderingen
Deze uitbreiding voegt vier beschavingen toe, namelijk de Portugezen, de Malinezen, de Berbers en ten slotte de Ethiopiërs. Voorts zijn er nieuwe campagnes, een verbeterde AI, verschillende soorten nieuwe kaarten en het speltype 'Sudden Death', waarbij een tegenstander kan verslagen worden door enkel zijn stadhuis te vernietigen.

### Campagnes
Elke nieuwe campagne is opgebouwd rond de geschiedenis van een van de vier nieuwe beschavingen uit het spel. Bij de Ethiopiërs gaat het om de legende van koningin Yodit, die het koninkrijk van Aksum in de 10e eeuw na Chr. tot as herleide. De Malinese campagne focust zich op de strijd van Sundjata Keïta, prins van Mali, tegen Soumaoro Kanté, koning van het Sossorijk. Als Berberse veldslag werd gekozen voor de strijd van Tariq ibn Zijad die met zijn leger de straat van Gibraltar overstak om het Iberische schiereiland te veroveren op de Visigoten. De Portugese campagne ten slotte gaat over de Portugese soldaat en ontdekkingsreiziger Francisco de Almeida. 

### Gebouwen

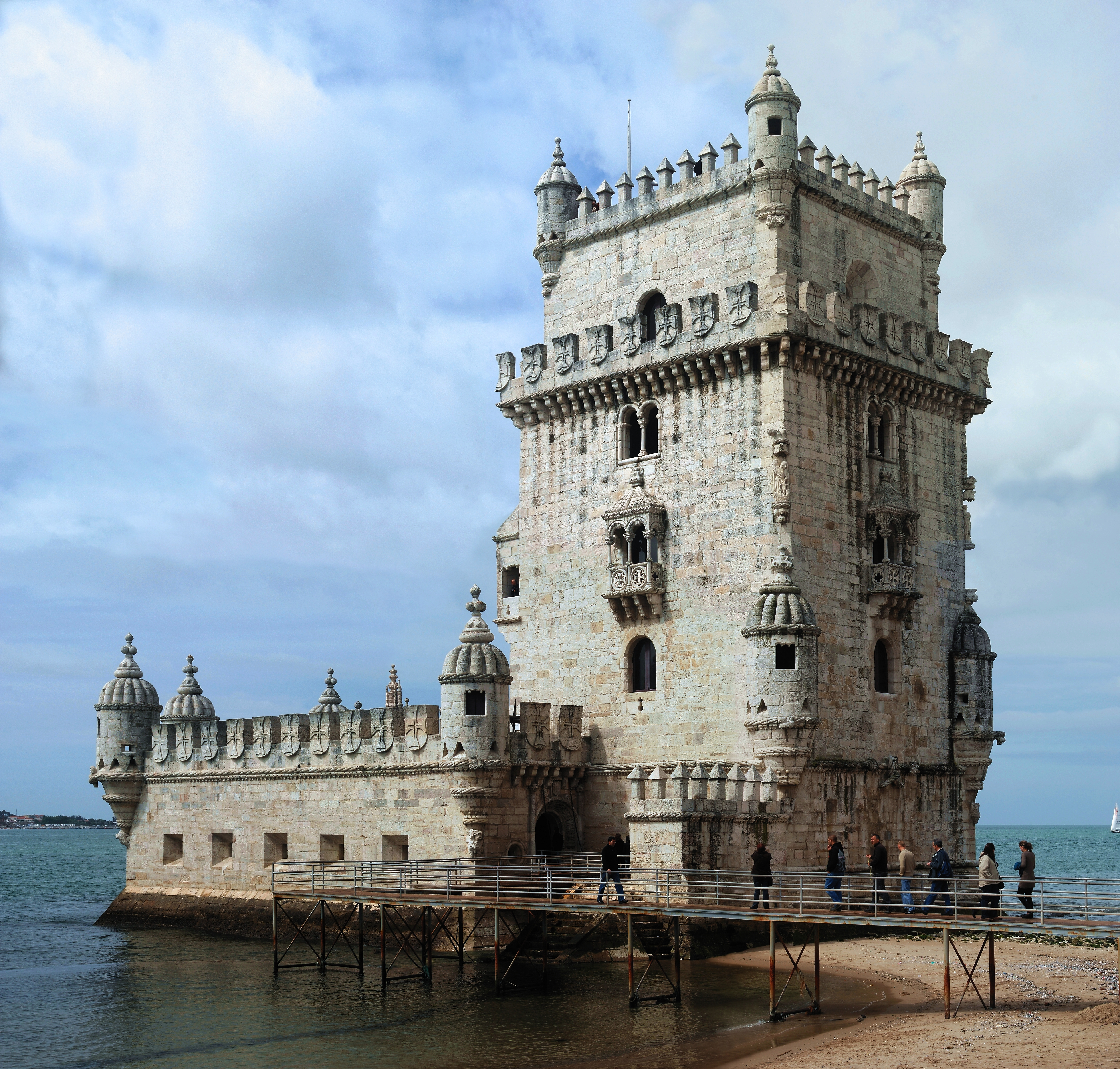
De Toren van Belém, het wonder van de Portugezen.

Zowel de Ethiopiërs als de Malinezen maken gebruik van de nieuwe Afrikaanse gebouwenset. Ook heeft elke nieuwe beschaving een eigen wonder.
| Beschaving | Wonder                  |
| ---------- | ----------------------- |
| Ethiopiërs | Bete Ammanuel           |
| Malinezen  | Grote moskee van Djenné |
| Berbers    | Hassantoren             |
| Portugezen | Toren van Belém         |

De Portugezen kunnen bovendien als enige volk een Factorij bouwen, die voortdurend gratis grondstoffen beschikbaar stelt. 

### Eenheden

#### Unieke Eenheden
- Ribaudequin (Portugezen)
- Karveel (Portugezen)
- Gbeto (Malinezen)
- Boogschutter op kameel (Berbers)
- Jinete (Berbers)
- Shotelstrijder (Ethiopiërs)

#### Algemene Eenheden
Om de zeegevechten meer te balanceren wordt in de 'Feudal Age' de mogelijkheid gegeven om 'Demolition Rafts' en 'Fire Galleys' te bouwen. Daarnaast is er voor elk volk een nieuwe artillerie-eenheid beschikbaar, namelijk de Belegeringstoren.